# Міріам Шнітцер
Міріам Шнітцер (нім. Miriam Schnitzer; нар. 16 січня 1977) — колишня німецька тенісистка.
Найвищу одиночну позицію світового рейтингу — 109 місце досягла 14 червня 1999, парну — 317 місце — 11 вересня 2000 року.
Здобула 4 одиночні титули туру ITF.
Найвищим досягненням на турнірах Великого шолома було 2 коло в одиночному розряді.

## Фінали ITF

### Одиночний розряд (4–5)
| Легенда         |
| --------------- |
| турніри $25,000 |
| турніри $10,000 |

| Результат | Ранг | Дата           | Турнір                     | Покриття  | Суперниця            | Рахунок        |
| --------- | ---- | -------------- | -------------------------- | --------- | -------------------- | -------------- |
| Поразка   | 1.   | 18 квітня 1994 | Ноттінгем, Велика Британія | Тверде    | Шеннон Пітерс        | 0–6, 0–6       |
| Поразка   | 2.   | 6 березня 1995 | Бухен, Німеччина           | Килим     | Керстін Таубе        | 2–6, 4–6       |
| Поразка   | 3.   | 24 липня 1995  | Стамбул, Туреччина         | Тверде    | Еммануель Гальярді   | 4–6, 6–7(8–10) |
| Перемога  | 4.   | 16 лютого 1997 | Рогашка Слатина, Словенія  | Килим     | Катерина Сисоєва     | 7–6, 6–4       |
| Перемога  | 5.   | 9 березня 1997 | Бухен, Німеччина           | Килим     | Магдалена Зденовкова | 6–2, 4–6, 7–5  |
| Поразка   | 6.   | 8 березня 1998 | Бухен, Німеччина           | Килим (i) | Олена Дементьєва     | 1–6, 3–6       |
| Поразка   | 7.   | 13 лютого 2000 | Любляна, Словенія          | Килим (i) | Тіна Кріжан          | 2–6, 3–6       |
| Перемога  | 8.   | 9 липня 2000   | Штутгарт, Німеччина        | Ґрунт     | Мія Буріч            | 6–3, 6–4       |
| Перемога  | 9.   | 16 липня 2000  | Дармштадт, Німеччина       | Ґрунт     | Рената Кучерова      | 6–4, 6–3       |

### Парний розряд (0–1)
| Результат | Ранг | Дата           | Турнір                    | Покриття   | Партнерка   | Суперниці                      | Рахунок  |
| --------- | ---- | -------------- | ------------------------- | ---------- | ----------- | ------------------------------ | -------- |
| Поразка   | 1.   | 15 лютого 1998 | Рогашка Слатина, Словенія | Тверде (i) | Тіна Писник | Тіна Кріжан Катарина Среботнік | 0–6, 3–6 |